# Euagra monoscopa
Euagra monoscopa là một loài bướm đêm thuộc phân họ Arctiinae, họ Erebidae.